# Katherine Dunbabin
Katherine Dunbabin est une archéologue spécialiste d'art romain et professeur émérite à l'Université McMaster, née le 17 juin 1941.

## Biographie et études
Katherine Dunbabin étudie à l'université d'Oxford et soutient une thèse intitulée Studies in the mosaic pavements of Roman North Africa en 1970. Sa thèse remaniée fait l'objet d'une publication en 1978. Elle se retire de l'université McMaster en 2006.
Elle est membre du bureau du Journal of Roman Archaeology depuis 2009.

## Publications
- (en) The Mosaics of Roman North Africa. Studies in Iconography and Patronage, Oxford, Clarendon Press, 1978[1]
- (en) Mosaics of the Greek and Roman world, 1999[2]  par ])
- (en) The Roman banquet : images of conviviality, 2003
- (en) Theater and spectacle in the art of the Roman Empire, 2016